# Melanophryniscus dorsalis
A Melanophryniscus dorsalis a kétéltűek (Amphibia) osztályába, a békák (Anura) rendjébe és a varangyfélék (Bufonidae) családjába tartozó faj.

## Előfordulása
Brazília délnyugati részén, az Atlanti-óceán partvidékén honos. A természetes élőhelye szubtrópusi és trópusi nedves bokrosok, időszakos édesvízi mocsarak és a homokos part.